# Arona (Santa Cruz de Tenerife)
Arona er en by og kommune i det sydvestlige Spanien på øen Tenerife i provinsen Santa Cruz de Tenerife, De Kanariske Øer. Den har et indbyggertal på 86.624 (2024) indbyggere.